# Pseudoeurycea rex
Espèce
Synonymes
- Oedipus rex Dunn, 1921

Statut de conservation UICN

 CR A2ac : 
En danger critique
Pseudoeurycea rex est une espèce d'urodèles de la famille des Plethodontidae.

## Répartition
Cette espèce se rencontre de 2 450 à 4 000 m d'altitude dans la Sierra Madre de Chiapas et la Sierra de los Cuchumatanes au Guatemala et sur le volcan Tacaná dans le sud-est du Chiapas au Mexique.

## Publication originale
- Dunn, 1921 : Two new Central American salamanders. Proceedings of the Biological Society of Washington, vol. 34, p. 143-146 (texte intégral).